# Tupolev ANT-1
Le Tupolev ANT-1 (en russe Туполев АНТ-1) est un avion expérimental soviétique, il devait être utilisé pour examiner les idées de Tupolev et aider les Soviétiques à comprendre l'utilisation du métal dans la construction aéronautique.

## Design et développement
L'ANT-1 était le premier avion de Tupolev et a été construit à partir de métal, de bois et d'aluminium. L'aluminium a été utilisé dans les cloisons et les nervures des ailes, les empennages verticaux et horizontaux et quelques autres zones. Les autres éléments porteurs étaient en bois, avec un tissu en lin recouvrant le fuselage et les ailes.